# Bulevardul romului
Bulevardul romului (în franceză Boulevard du Rhum) este un film de aventuri franco-italiano-spaniol din 1971, regizat de Robert Enrico și produs de Alain Poiré. Este inspirat din romanul cu același nume al lui Jacques Pecheral. Filmul, care îi are în rolurile principale pe Brigitte Bardot și Lino Ventura, a fost lansat în Franța pe 13 octombrie 1971.

## Rezumat
În epoca prohibiției un contrabandist de rom (Ventura) din Caraibe se îndrăgostește de o frumoasă vedetă a filmului mut, Linda Larue (Bardot).

## Distribuție
- Brigitte Bardot — Linda Larue
- Lino Ventura — Cornelius von Zeelinga
- Bill Travers — Sanderson
- Clive Revill — lordul Hammond
- La Polaca — Catharina
- Jess Hahn — Piet, alias „Big Dutch”
- Antonio Casas — Wilkinson
- Andreas Voutsinas — Alvarez
- Guy Marchand — Ronald / Actorul
- Jack Betts — Renner
- Florence Giorgetti — oaspete al Lindei